# SMS Warasdiner (1912)
SMS Warasdiner byl torpédoborec rakousko-uherského námořnictva z období první světové války. Ve službě byl v letech 1914–1920. Po válce byl předán Itálii, která jej nechala sešrotovat.

## Stavba
Torpédoborec byl původně objednán roku 1911 jako čínský Lung Tuan. Zamýšlen byl jako prototyp dvanáctičlenné třídy čínských torpédoborců, nakonec však zůstal osamocen. Plavidlo postavila loděnice Stabilimento Tecnico Triestino v Terstu. Stavba byla zahájena roku 1911 a roku 1912 byl trup spuštěn na vodu. V srpnu 1914 plavilo převzalo Rakousko-uhersko a v září 1914 jej zařadilo do svého námořnictva.

## Konstrukce
Torpédoborec konstrukčně vycházel z třídy Huszár. Výzbroj tvořily dva kanóny 7cm L/45 K 97 Škoda, čtyři kanóny 7cm L/30 TAG Škoda a dva dvojité 450mm torpédomety. Pohonný systém tvořily čtyři kotle Yarrow a dva čtyřválcové parní stroje s trojnásobnou expanzí o celkovém výkonu 6000 hp, pohánějící dva lodní šrouby. Nejvyšší rychlost dosahovala 30 uzlů.

## Služba
Dne 11. srpna 1915 se Warasdiner zapojil do útoku torpédoborců na italské pobřeží. Sám ostřeloval nádraží v San Spiritu. Další akce se Warasdiner účastnil 5. prosince 1915. Přitom v ústí řeky Bojany rozstřílel na mělčině uvázlou francouzskou ponorku třídy Pluviôse Fresnel a její posádku zajal. Dne 15. května 1917 byl v druhé bitvě v Otrantské úžině součástí krycího svazu.